# When I'm Alone
When I'm Alone è un brano musicale della cantante statunitense Lissie, pubblicato il 23 agosto 2010 dall'etichetta discografica Columbia Records. È stato estratto come secondo singolo dall'album di debutto dell'artista, Catching a Tiger, che è stato pubblicato nel giugno precedente.

## Tracce
Download digitale (Columbia - Sony)
1. When I'm Alone - 3:41

## Classifiche
| Classifica (2010) | Posizione massima |
| ----------------- | ----------------- |
| Germania          | 42                |
| Islanda           | 30                |
| Norvegia          | 2                 |
| Regno Unito       | 55                |
| Svizzera          | 73                |